# Cho Oyu
Cho Oyu (tibetanska enligt Wylie: jo bo dbu yag, kinesiska: 卓奥友峰, pinyin: Zhuoaoyou feng), även kallat Mount Zhuoaoyou, är världens sjätte högsta berg, beläget i Himalaya på gränsen mellan Nepal och Tibet i Kina, cirka 20 kilometer väster om Mount Everest. Berget har en högsta topp på 8 188 meter över havet och det första försöket att bestiga det gjordes 1952 av en expedition ledd av Eric Shipton och Tom Bourdillon. Men tekniska svårigheter på en klippvägg på 6650m höjd tvingade dem vända.
Den första lyckade bestigningen av Cho Oyu genomfördes den 19 oktober 1954 via den nordvästra bergskammen, av österrikarna Herbert Tichy, Joseph Jöchler och Sherpa Pasang Dawa Lama. Cho Oyu var den femte topp på över 8000m höjd som bestegs, efter Annapurna i juni 1950, Mount Everest maj 1953, Nanga Parbat i juli 1953 och K2 i juli 1954.
Berget anses som ett av de lättaste bergen över 8000 meter och klättras därför av många professionella nybörjare. Berget är dessutom mycket lättillgängligt då man kan nå baslägret med jeep från glaciärpassagen Nangpa La (5716m höjd) vilken fungerar som en handelsförbindelse mellan tibetaner och Sherpafolket.

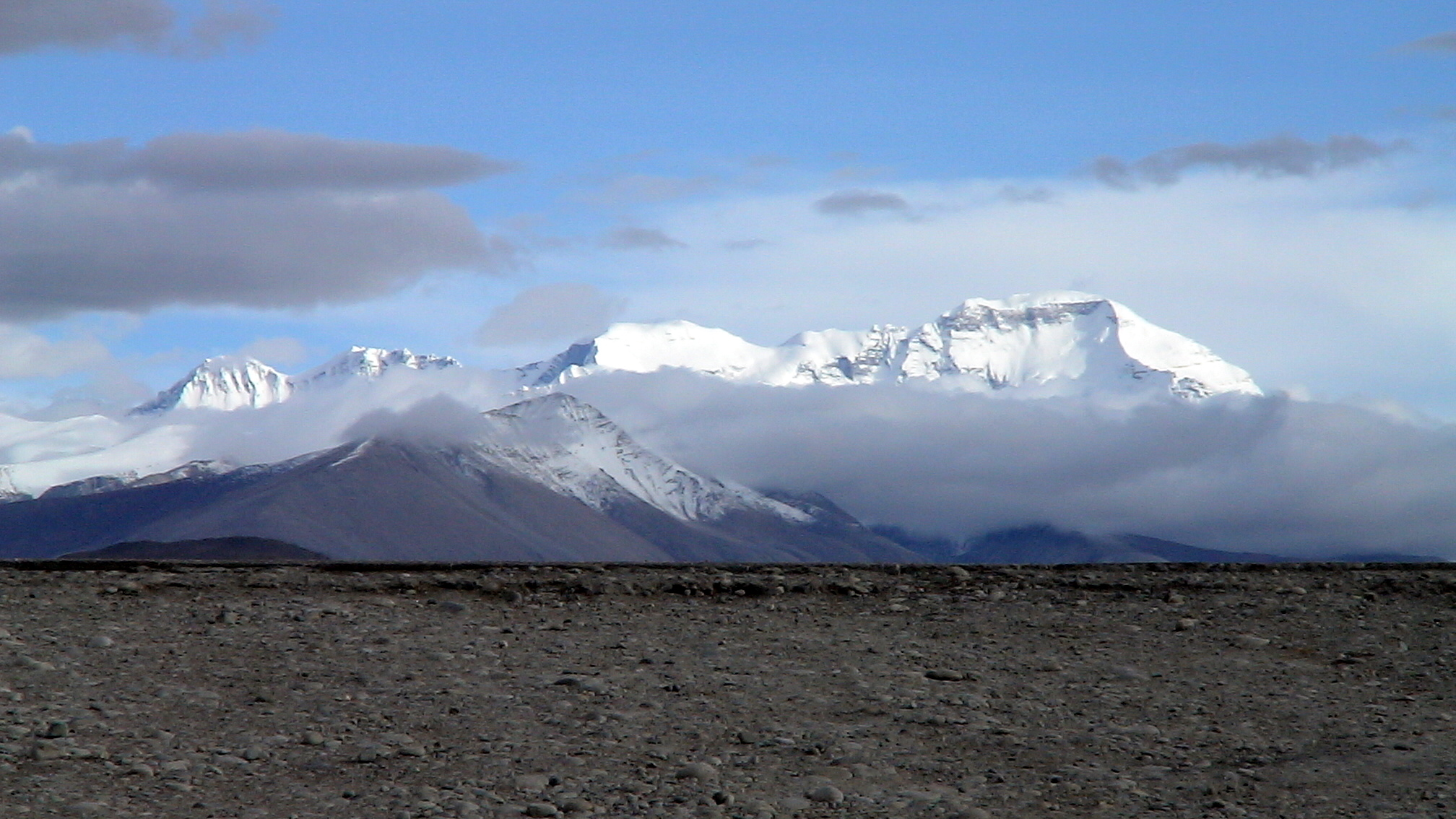
Utsikt mot Cho Oyu från Tingri.

## Tidslinje
- 1952 Edmund Hillary siktar den nordvästra väggen.[3]
- 1954 Österrikarna Joseph Jöchler, Herbert Tichy, och Pasang Dawa Lama (Nepal) når toppen.[3]
- 1958 Toppen nådd en andra gång av en indisk expedition, samt av sherpan Pasang Dawa Lama en andra gång. Första dödsfallet på berget äger rum.
- 1959 Fyra döda i en internationell kvinnlig expedition till berget.[3]
- 1964 Kontroversiell tredje bestigning av en tysk expedition, men det finns inga bevis på att toppen nåddes. Två klättrare omkommer.
- 1978 Österrikarna Edi Koblmüller och Alois Furtner bestiger berget via den mycket svåra sydöstväggen.[3]
- 1983 Reinhold Messner lyckas vid fjärde försöket.
- 1985 Den 12 februari gör Maciej Barbeka och Maciej Pawlikowski den första vinterbestigningen (upprepas tre dagar senare av Andrzej Heinrich och Jerzy Kukuczka).
- 1994 Första solobestigningen från sydvästra sidan av Yasushi Yamanoi.[4]
- 2011 Den holländske bergsbestigaren Ronald Naar dör på 8000 meters höjd efter att ha blivit sjuk.[5]